# Kościół Wniebowzięcia Najświętszej Maryi Panny „Ħal-Xluq” w Siġġiewi
Kościół Wniebowzięcia Najświętszej Maryi Panny (malt. Il-knisja ta’ Santa Marija ta’ Ħal-Xluq, ang. Church of Assumption of Our Lady) – rzymskokatolicki kościół, jeden z najstarszych na wyspie, stojący na terenie Ħal-Xluq, niegdysiejszej wioski, w granicach miejscowości Siġġiewi na Malcie.

## Historia

### Początki
W 1436 Siġġiewi było już parafią, o czym wiadomo ze spisu Senatore De Mello, który powstał właśnie w tym roku. W skład parafii wchodziły wioski Ħal Kbir, Ħal Niklusi, Ħal Kdieri, i największa Ħal Xluq. W tej ostatniej istniał już, między innymi, kościół Santa Marija – Wniebowzięcia Matki Bożej. Nie jest znany czas jego powstania, przypuszczalnie był to początek XV wieku. Kościół był wystarczająco duży, by zastępować na tym terenie miejscowy kościół parafialny (był nim wtedy stary kościół św. Mikołaja), przynajmniej w udzielaniu chrztów.

### Dekonsekracja i odnowienie
W 1575, kiedy papieski wizytator Pietro Dusina odwiedził Maltę, podczas swojej wizyty zdekonsekrował wiele kaplic i kościołów, których stan nie odpowiadał wymogom stawianym świątyniom. Między nimi był również kościół Santa Marija ta’ Ħal-Xluq.
Dziewięć lat później, w 1584, Ġann Pawl Buttigieg odnowił kościół, ufundował obraz tytularny namalowany na trzech drewnianych panelach, oraz zostawił dochód z pola Ta’ Kobbi na odprawianie mszy św. w święto patronalne, oraz na olej do wiecznej lampki.

W 1680, podczas wizytacji duszpasterskiej, biskup Molina znalazł kościół w dobrym stanie; w dodatku przekazał doń datki z zapisów na msze św. ze zdekonsekrowanych przezeń czterech kościołów z pobliskich wiosek.
Podczas II wojny światowej w kościele znaleźli schronienie uciekinierzy z Valletty i Cottonery.
Przez lata kościół służył okolicznym wiernym, jednak jego stan z czasem się pogarszał. W 2004 rozpoczęto prace renowacyjne budynku i jego wyposażenia, w tym zabytkowych XVII-wiecznych organów, które „nadawały się jedynie do spalenia”. Organy te, typu ottavino, dziś są już bardzo rzadkie, jedynie kilka egzemplarzy zachowało się na Malcie i Sycylii. Ich renowacja obejmowała praktycznie wszystkie elementy, które przez lata zaniedbania kościoła uległy zniszczeniu lub zostały skradzione. Odbudowa instrumentu została zlecona przez Fondazzjoni Patrimonju Siġġiewi, wykonana zaś, i zakończona w 2015, przez Roberta Buhagiara.

## Architektura

### Wygląd zewnętrzny
Kościół Ħal-Xluq należy do najładniejszych na wyspach. Jego starożytność jest widoczna w półkolistym gzymsie ponad głównym wejściem. Na szczęście, nie dotknęły go zmiany i przebudowy. 

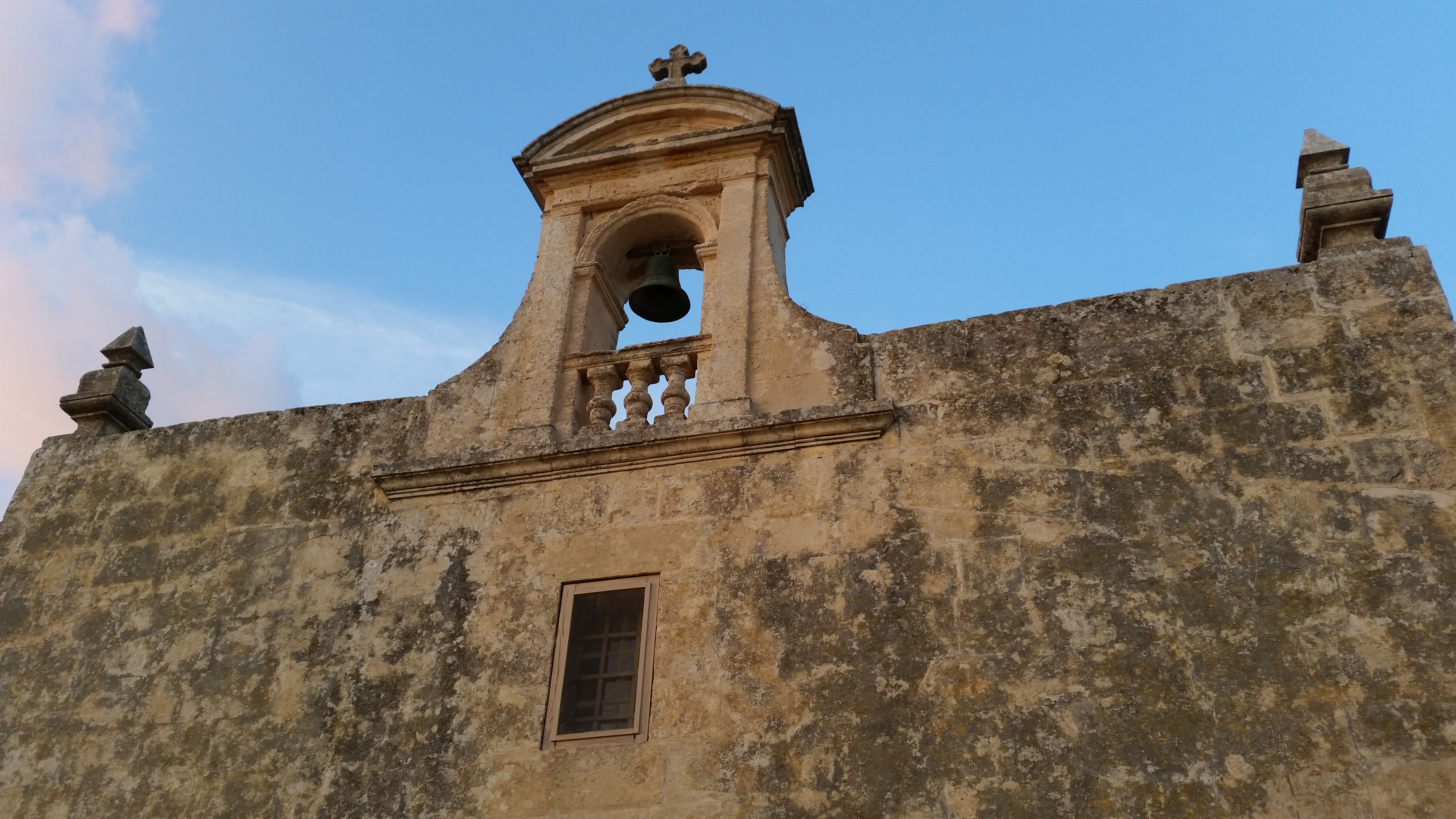
Górna część fasady kościoła z dzwonnicą i jedynym oknem

Ponad wejściem znajduje się prostokątne okno, jedyne źródło naturalnego światła w kościele. Nad nim, zwieńczająca fasadę mała dzwonnica w formie arkady, połączona niewysokim murem ze, stojącymi na jego krańcach ozdobami w kształcie piramidionu. Wszystko to dobudowano później. W lewej, północno-zachodniej elewacji kościoła znajduje się boczne wejście. Po obu stronach frontowych drzwi kamienne ławki. Widoczne są też, odchodzące od dachu, kamienne rynny odprowadzające wody opadowe.

### Wnętrze
We wnętrzu kościoła dominują kamienne łuki, na których wspierają się płyty płaskiego dachu. Filary łuków sięgają podłogi, co jest kolejnym dowodem starożytności kościoła.

Ołtarz wieńczy centralnie umieszczony obraz Francesco Zahry Wniebowzięcie Matki Bożej. Jego perspektywę wzmacniają dwa pilastry, podtrzymujące segmentowy fronton. Na ścianie po bokach ołtarza dwa obrazy pochodzące ze szkoły Francesco Zahry: Chrystus przed Piłatem oraz Nałożenie krzyża na Jezusa. Z innych dzieł sztuki w kościele należy wymienić obraz Matka Boża Różańcowa (w zakrystii), oraz figury św. Rocha i św. Rity.

## Fiesta
Uroczystość patronalna kościoła obchodzona jest w niedzielę po 15 sierpnia.

## Ochrona dziedzictwa kulturowego
Budynek kościoła umieszczony jest na liście National Inventory of the Cultural Property of the Maltese Islands pod nr. 2185. W dniu 14 października 2020 kaplica wpisana została na listę zabytków narodowych 1. stopnia.